# أندرياس بلومكفيست (موسيقي)
أندرياس بلومكفيست هو موسيقي سويدي، ولد في 10 أغسطس 1978 في السويد.